# Melasina onthostola
Melasina onthostola är en fjärilsart som beskrevs av Edward Meyrick 1937. Melasina onthostola ingår i släktet Melasina och familjen säckspinnare. Inga underarter finns listade i Catalogue of Life.